# Gromnik (wzgórze)
Gromnik (niem. Rummelsberg) – najwyższe wzgórze Wzgórz Strzelińskich (części Wzgórz Niemczańsko-Strzelińskich), wysokość 393 m n.p.m.; węzeł szlaków turystycznych. Górę tę zalicza się do Przedgórza Sudeckiego.

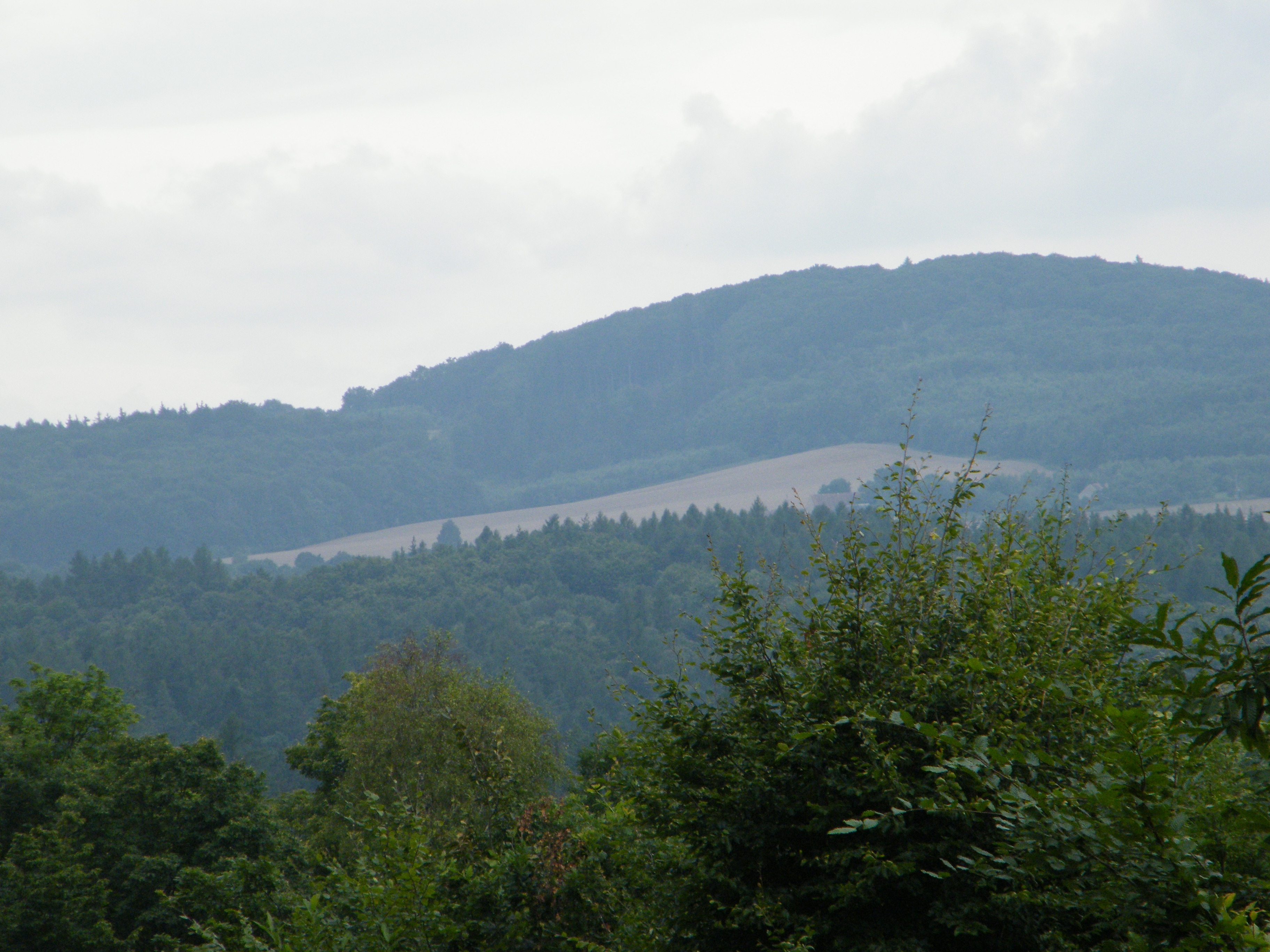
Okolice Gromnika w dużej części są pokryte lasem

## Historia
W czasach prehistorycznych Gromnik mógł być miejscem kultu pogańskiego, podobnie jak Ślęża. Z późniejszych czasów zachowały się ślady grodziska – od VIII do V w. p.n.e. znajdował się tu gród kultury łużyckiej.
W wiekach IX–X n.e. znajdował się tu gród Ślężan. Gród ten miał powierzchnię 2 – 2,5 ha; był więc niewielki, ale ufortyfikowany wałami o drewniano-ziemnym trzonie z obłożeniem obrobionymi kamieniami, gdzieniegdzie przechodzącymi w kamienny mur. Od X do XV w. Gromnik był niezamieszkany, wskazuje na to m.in. całkowity brak ceramiki z tego okresu w materiałach kopalnych.
Na wzniesieniu odsłonięto fundamenty dwuabsydowej rotundy wzniesionej z miejscowego kamienia łamanego o wymiarach: średnica nawy głównej – 6,2 m, promienie absyd odpowiednio 1,3 oraz 1,4 m. Ściany są zachowane do wysokości ok. 1,5 m. Wynik badań C14, wykluczył wczesnośredniowieczną genezę rotundy w Gromniku.
W XIII i XIV w. tereny wokół Gromnika należały do rodziny Samborów. W 1340 r. wdowa po rycerzu Janie Samborze sprzedała rosnący wokół góry las bukowy proboszczowi Strzelina - Witalisowi.

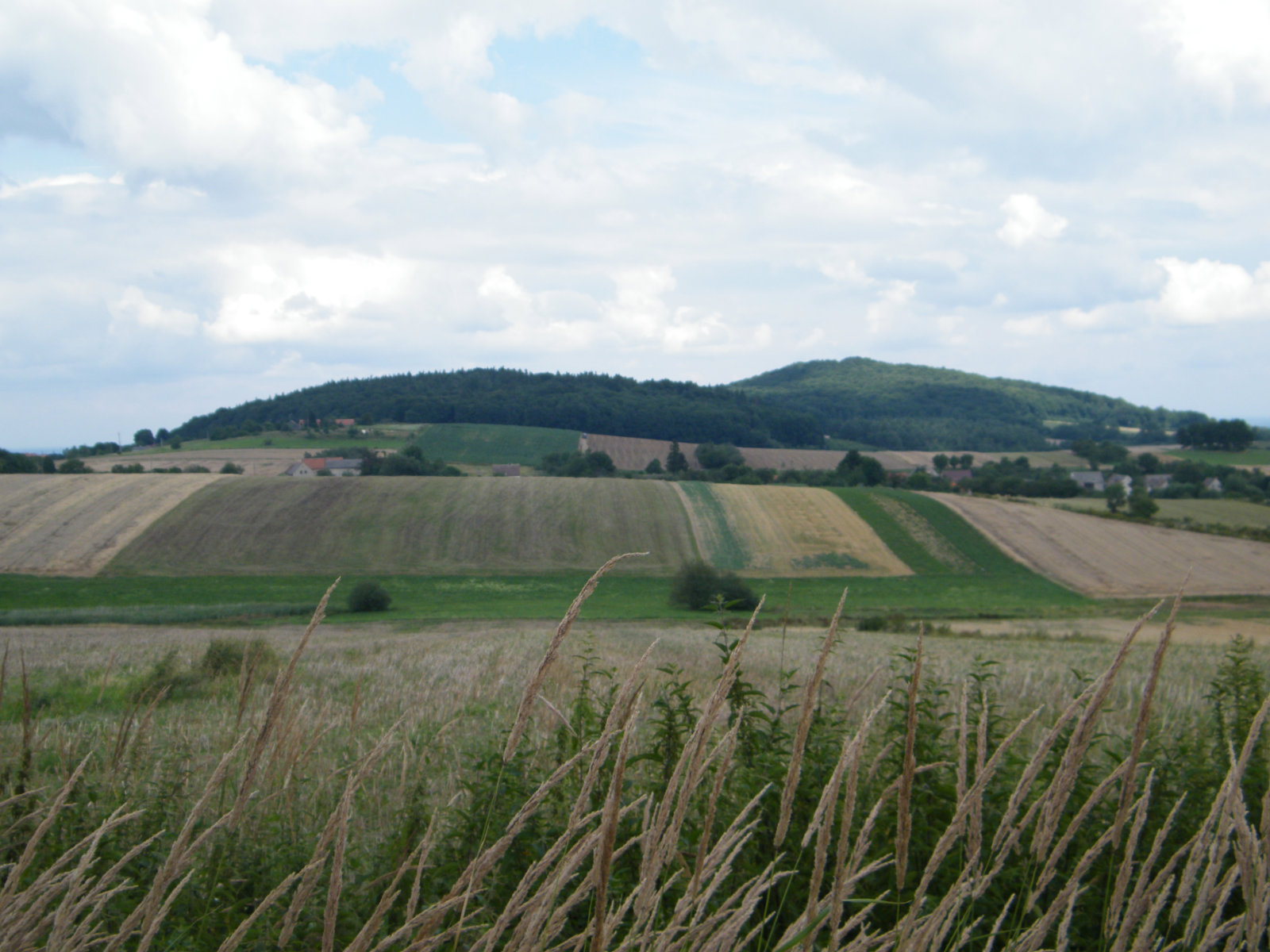
Szczyt wzgórza Gromnik od strony południowej

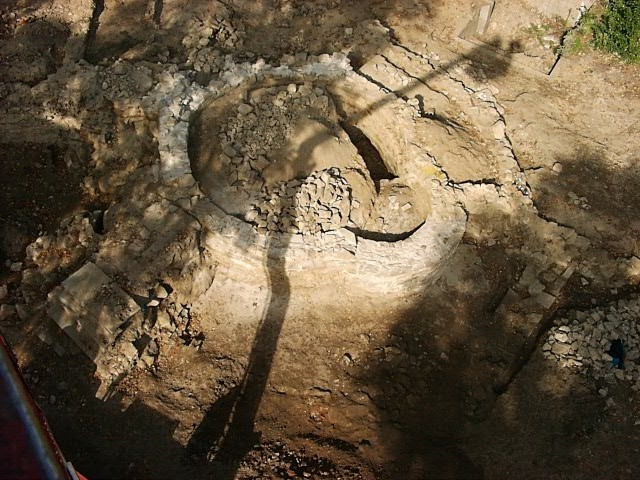
Gromnik, odsłonięte relikty murów średniowiecznego zamku, 2003 r.

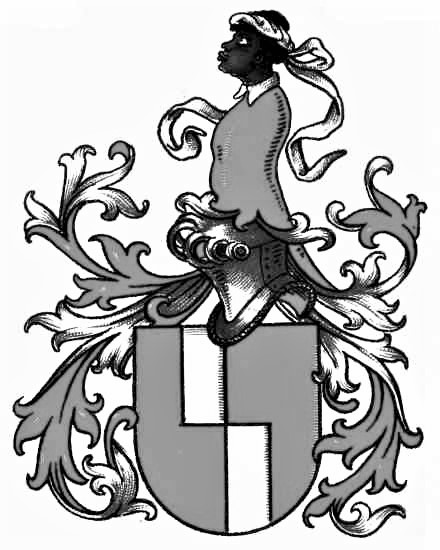
Herb Jana von Czirn

Najstarsza zapisana w 1427 r. nazwa Rabesberg pochodzi prawdopodobnie od pochodzącego z tego rodu XIII-wiecznego rycerza Gosława Wrony lub jego syna Henryka Rabe.
W średniowieczu, w 1427 r. na Gromniku zakładają siedzibę Hans i Opitz von Czirn przybyli z Czernicy, miejscowości leżącej na pograniczu Wielkopolski
i Śląska. Zostali oni sprowadzeni przez książąt brzeskich. W okresie wojen husyckich zdobyli sławę kombinatorów, którzy przystają do silniejszych. Wykorzystując słabość władzy książęcej, w roku 1439 Czirnowie uzyskują od Elżbiety wdowy po księciu Ludwiku II brzeskim zezwolenie na budowę zamku na szczycie Gromnika i zrobili z niego gniazdo rozbójników. Napadali najczęściej na karawany kupieckie jadące z Czech wzdłuż Wzgórz Strzelińskich do Wrocławia, potrafili także docierać na przedmieścia Brzegu, a nawet splądrować zamek biskupi w Otmuchowie.
Uprawiany przez Czirnów raubritterski proceder spowodował, że zamek był w 1443 r. oblegany przez wojska wrocławskie i biskupie. Po dwutygodniowym oblężeniu
z użyciem artylerii doszło do honorowej kapitulacji, a zamek został zburzony. Wkrótce w 1446 r. bracia Czirn uzyskali od książąt brzeskich Jana i Henryka zgodę na odbudowę zamku. Wykonano ją w ciągu jednego roku.
Prowadzone w 2013 roku badania dr Krzysztofa Jaworskiego wykazały, że fundamenty, które uznawane były kilka lat temu za pozostałości rotundy, powstały jednocześnie z wieżą donżonu zamku zbudowanego po 1446 W 1480 z polecenia księcia legnicko-brzeskiego Fryderyka zamek został ponownie i ostatecznie zburzony.
Zamek dwukrotnie niszczony przez mieszczan wrocławskich, brzeskich, wojska biskupie i książęce. Nie ukróciło to szybko rozbójniczego procederu.
W roku 1482 zamek został zniszczony przez księcia legnicko-brzeskiego Fryderyka.
Z czasem rodzina rozbójników ustatkowała się i zdobyła łaskę książąt, i zamieszkała w posiadłości u podnóża wzgórz: dwory-zameczki w Siemisławicach (d. Siedmiosławicach) i Przewornie. Za grzechy przodków Jerzy Czirn ufundował nowy kościół w Krzywinie. Ród wygasł w 1615 r. i jego zamki przeszły w posiadanie książąt brzeskich.
O ruinach na Gromniku przypomniano sobie dopiero po I wojnie światowej. Na szczycie góry znajdowała się gospoda i wieża widokowa, zburzone w 1945.

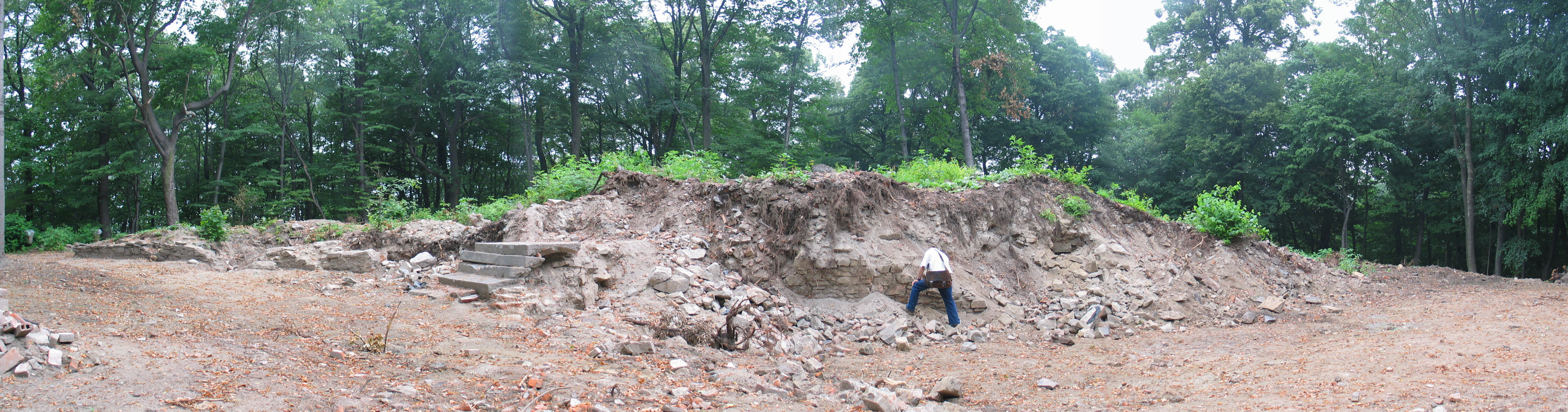
Rozpoczęcie prac porządkowych i badań architektoniczno-archeologicznych, 2003 r.

W 2003 staraniem Towarzystwa Wzgórz Strzelińskich zainicjowane zostały prace związane z uporządkowaniem wzgórza, w latach późniejszych ze względu na odkryte cenne zabytki archeologiczne i architektoniczne powstają stopniowo realizowane projekty zabezpieczeń i dostosowania na cele turystyczne w ramach programu: „Gromnik - Europejskie Dziedzictwo Kulturowe Pogranicza Saksońsko-Dolnośląskiego...”
- 2003–2004 rozpoczęto badania archeologiczne – Czesław Lasota i architektoniczne – Maciej Małachowicz
- 2005–2012 prowadzone są badania archeologiczne – Krzysztof Jaworski, Aleksandra Pankiewicz
- w 2007 r. opracowany został przez zespół Macieja Małachowicza projekt zabezpieczenia i ekspozycji reliktów odsłoniętych murów
- w 2012 r. ukończono budowę wieży. Obiekt spełnia funkcję wieży widokowej i jest udostępniony dla turystów.

## Zagospodarowanie szczytu

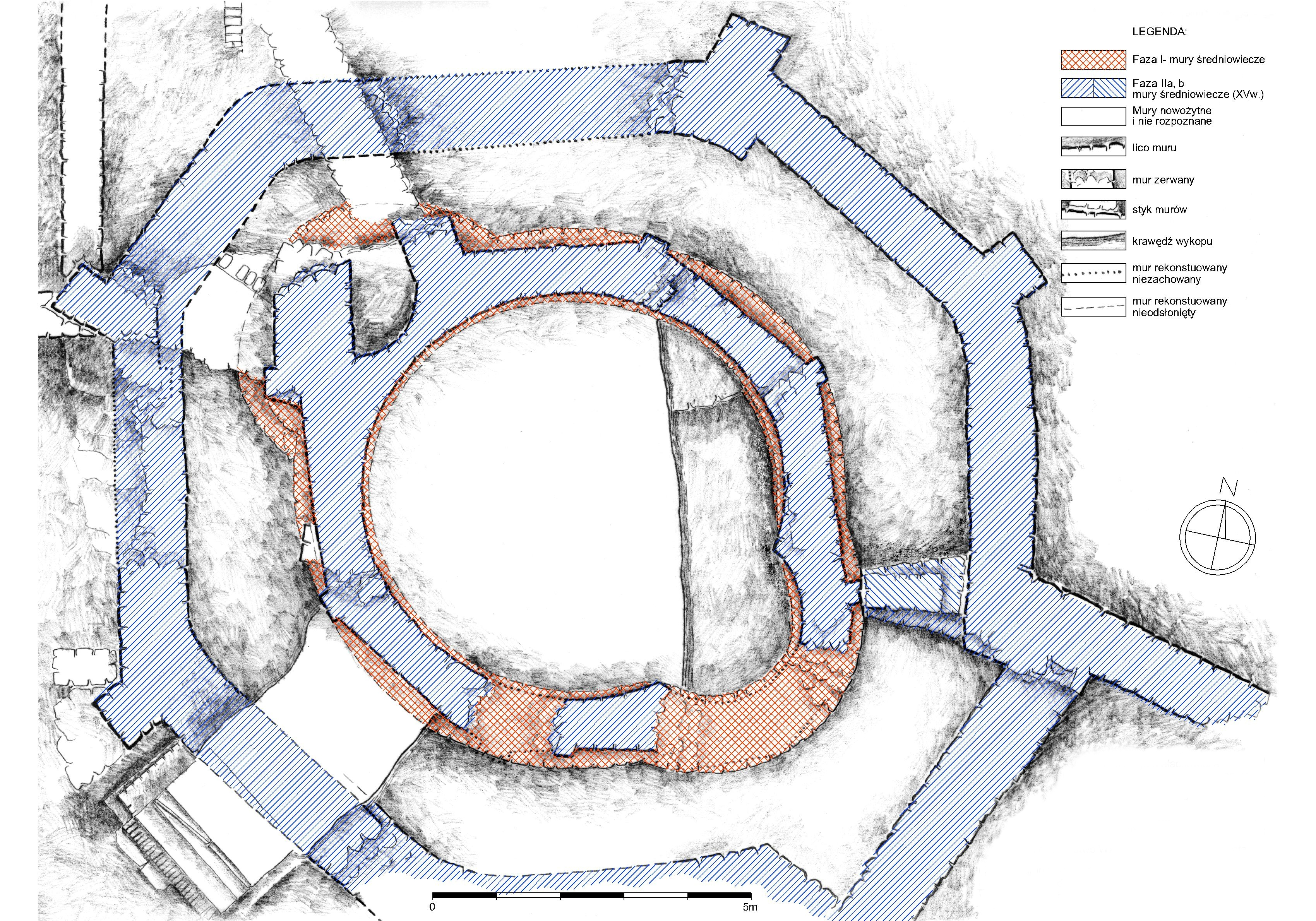
Gromnik, chronologiczne rozwarstwienie odsłonięte reliktów murów średniowiecznego zamku i rotundy, 2003 r.

Szczyt wzgórza otacza podwójny obwód kamiennych wałów określanych dotychczas jako łużyckie.
Wewnątrz obwodu znajdowały się XIX-wieczne zabudowania gospody i wieży widokowej założonej po 1825 r. na miejscu XV-wiecznego zamku Czirnów.
W trakcie prac badawczych w 2003 r. odsłonięto relikty podwójnego obwodu wielobocznej, XV-wiecznej wieży mieszkalnej, znanej dotychczas jedynie z zapisków.

## Legendy
- Okrucieństwo i bogactwo Jana Czirna przypisywano jego konszachtom z diabłem. Nie bez podstaw, bo dorobił się na wojnach husyckich. Pakt z diabłem wygasł pewnej nocy, gdy diabeł przyszedł na Gromnik po duszę rycerza. Ten, chcąc zyskać na czasie, zaoferował diabłu grę w kręgle. Polem gry miały być wąwozy prowadzące z Samborowiczek w stronę Gromnika. Diabeł ciskał ognistymi kulami i po jego rzucie ostał się tylko jeden kręgiel, który zaważył o losach zbójnika. Rabuś ostatkiem sił wyrwał olbrzymi megalit z bramy zamkowej i cisnął z całej siły. Udało mu się, strącił ostatni kręgiel, wygrał życie. Po tym zdarzeniu nawrócił się i nawet wystawił nowy kościół św. Oswalda (Diabelskie Kręgielnie istnieją do dziś, wąwozy są autentyczne).

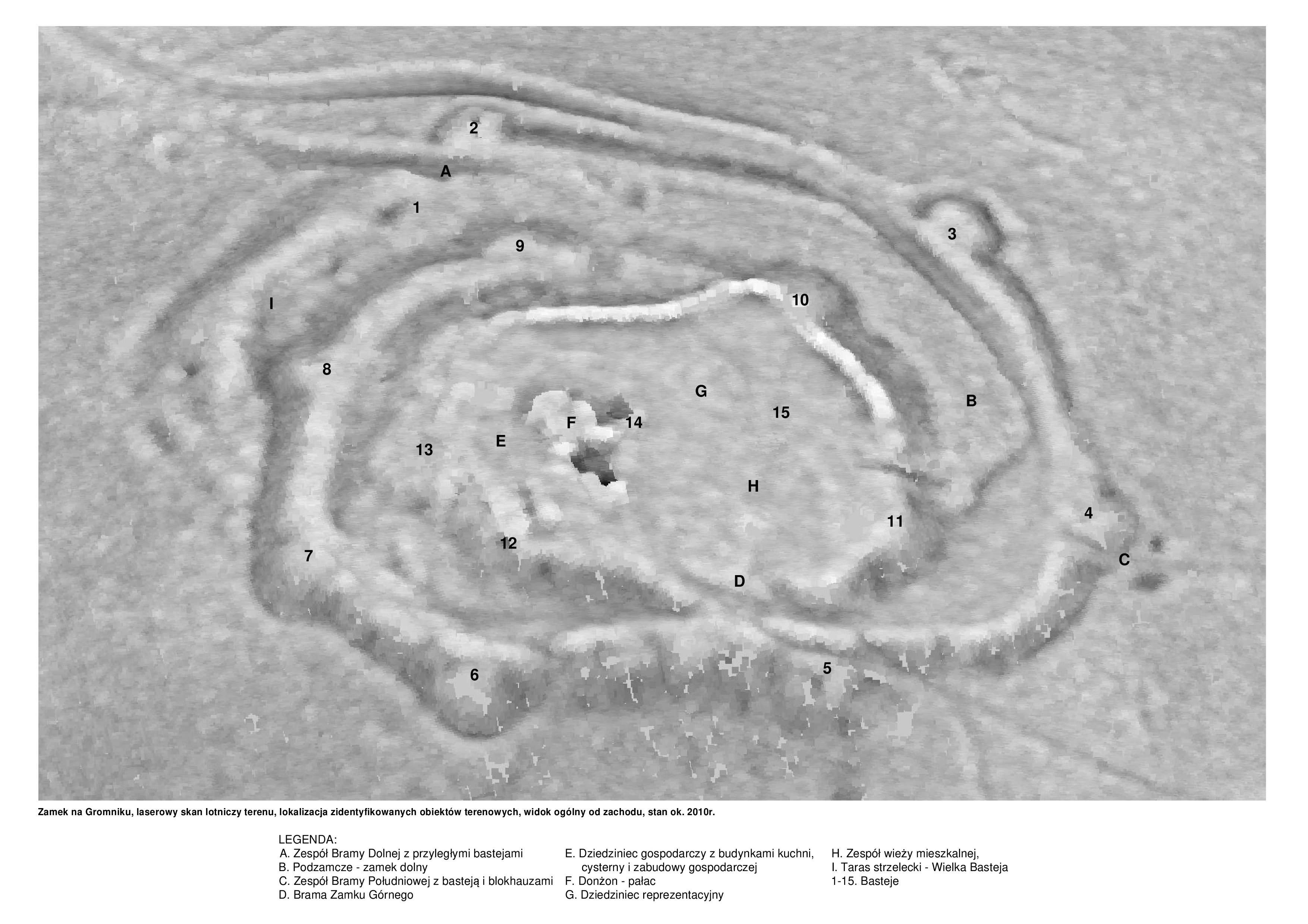
Zamek na Gromniku, LIDAR, lokalizacja zidentyfikowanych obiektów terenowych, widok ogólny od zachodu, stan ok. 2010 r.

- Zamek na Gromniku, LIDAR, lokalizacja zidentyfikowanych obiektów terenowych, widok ogólny od zachodu, stan ok. 2010 r.[3]W czasie budowy nowej świątyni św. Oswalda na górce w Krzywinie (wieś u podnóża Wzgórz Strzelińskich) korzystano z materiałów wtórnych, rozbierano stary kościół gotycki stojący na dole we wsi. Jednak ściana szczytowa nie „pozwoliła się rozebrać”. Kamienie wracały co nocy na swe miejsce. Przypisano to mocy tajemnej i już zaniechano rozbiórki do końca (ściana ta stoi w Krzywinie do dziś).

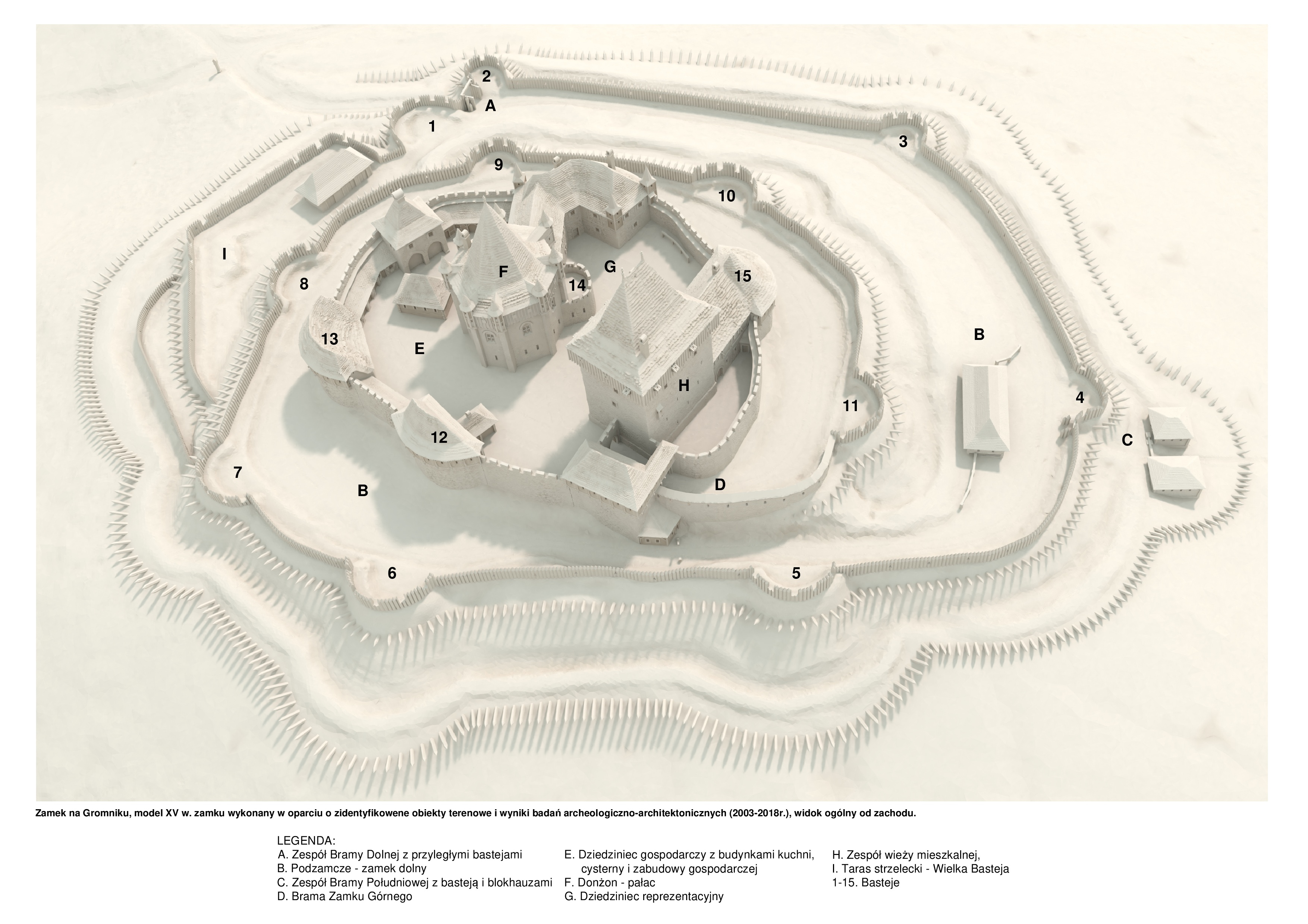
Zamek na Gromniku, model, rekonstrukcja stanu z XV wieku na podstawie zidentyfikowanych reliktów terenowych i wyników badań archeologiczno-architektonicznych (2003-2018 r.), widok ogólny od zachodu

- Zamek na Gromniku, model, rekonstrukcja stanu z XV wieku na podstawie zidentyfikowanych reliktów terenowych i wyników badań archeologiczno-architektonicznych (2003-2018 r.), widok ogólny od zachodu[3]W czasie próby szabrownictwa renesansowych płyt nagrobnych znajdujących się w ruinach kościoła Oswalda, sprawca – znany polityk i miłośnik zabytków – został powstrzymany przez niewidzialną rękę

## Turystyka

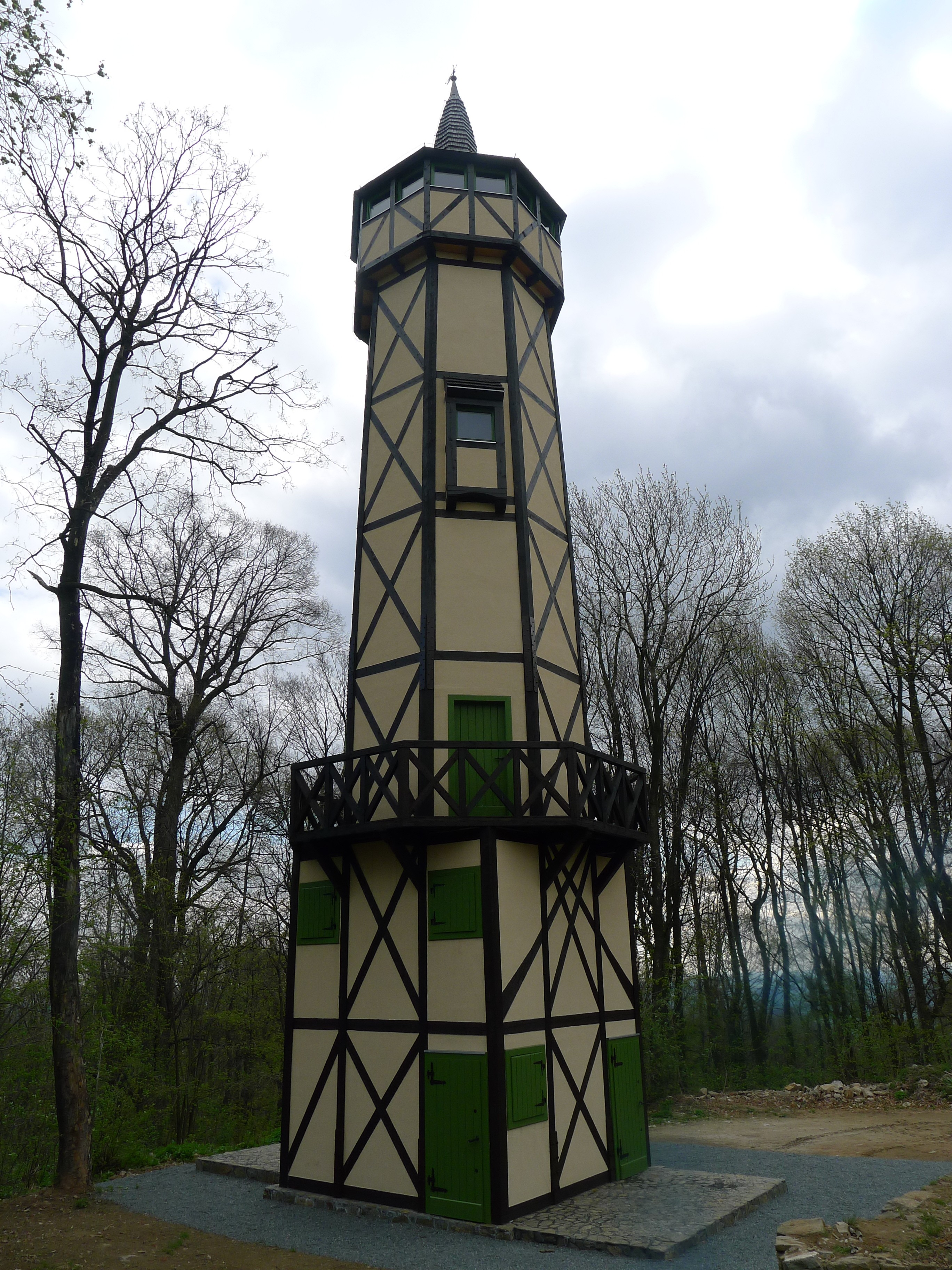
Wieża widokowa

Dojazd jest możliwy samochodem na parking położony na wysokości ok. 350 m n.p.m. Parking leży przy szosie prowadzącej z Przeworna do Dobroszowa lub Białego Kościoła. Z parkingu na szczyt prowadzi szlak czerwony z żółtym.

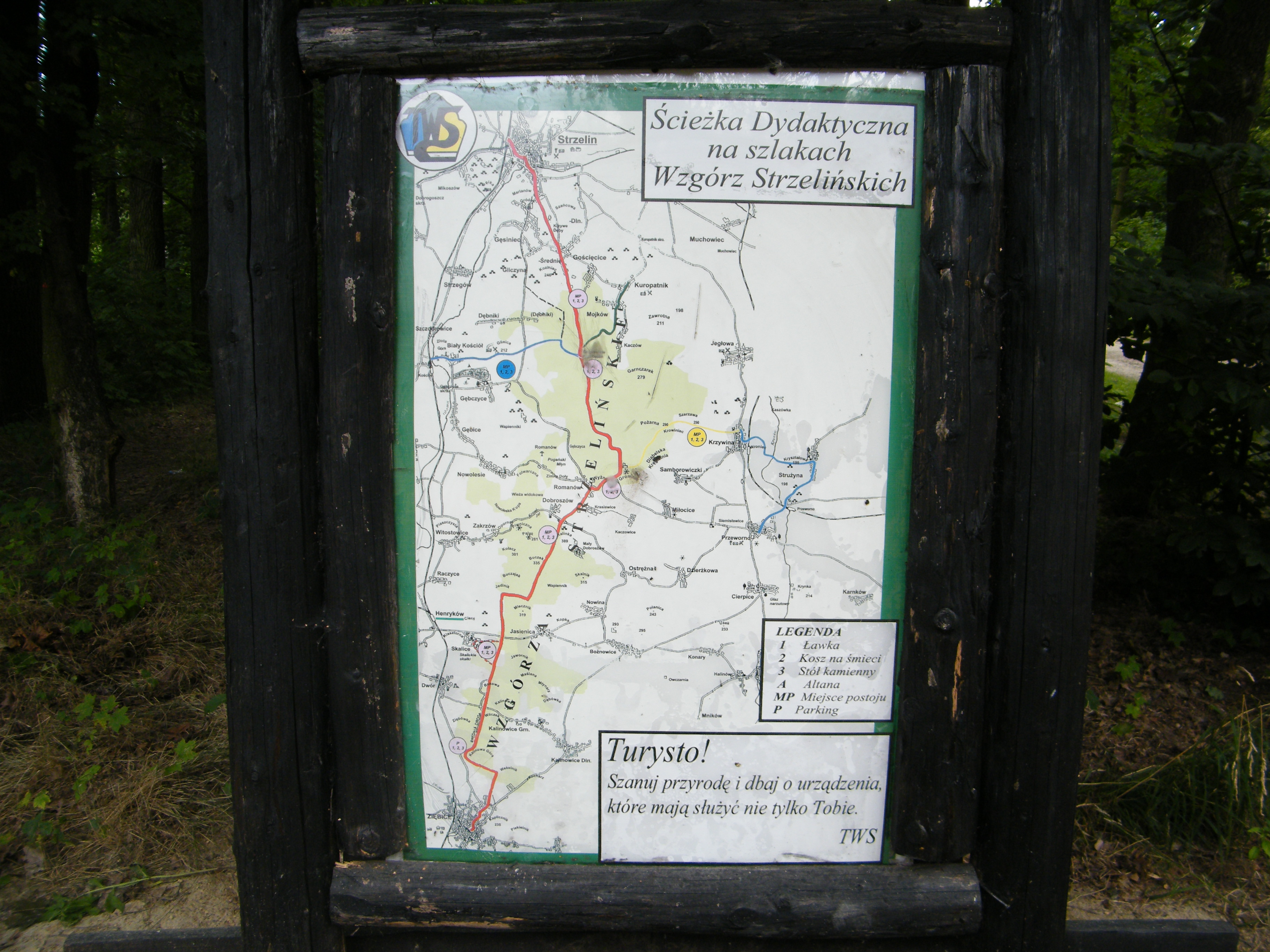
Mapa ścieżek prowadzących na Gromnik, tablica informacyjna Towarzystwa Wzgórz Strzelińskich

Na początku 2012 roku na szczycie wzgórza wybudowano nową wieżę widokową o konstrukcji szachulcowej. Wieża udostępniana jest zorganizowanym grupom turystycznym oraz przy okazji lokalnych imprez, takich jak piknik rycerski. Z platformy i galerii widokowej można oglądać odsłaniane, w miarę postępów prac archeologicznych, relikty założenia zamkowego. Niestety, wieża niższa jest od otaczających ją drzew.

## Szlaki turystyczne
- Strzelin – Szańcowa – Gościęcice Średnie – Skrzyżowanie pod Dębem – Gromnik – Dobroszów – Kalinka – Skrzyżowanie nad Zuzanką – Źródło Cyryla – Ziębice – Lipa – Rososznica – Stolec – Cierniowa Kopa – Kolonia Bobolice – Kobyla Głowa – Karczowice – Podlesie – Ostra Góra – Starzec – Księginice Wielkie – Sienice – Łagiewniki – Oleszna – Przełęcz Słupicka – Sulistrowiczki – Ślęża – Sobótka
- droga Szklary-Samborowice (szlak zielony) – Jagielno – Przeworno – Strużyna – Kaszówka – Jegłowa kop. – Gromnik – Skrzyżowanie nad Wąwozem Pogródki – Biały Kościół – Nieszkowice – Żelowice – Ostra Góra – Niemcza – Gilów – Piława Dolna – Góra Parkowa – Bielawa – Kalenica – Nowa Ruda – Tłumaczów – Radków – Pasterka – Karłów – Skalne Grzyby – Batorów – Duszniki-Zdrój – Szczytna – Zamek Leśna – Polanica-Zdrój – Bystrzyca Kłodzka – Igliczna – Międzygórze – Przełęcz Puchacza
- Nowina – Rozdroże pod Mlecznikiem – Raczyce – Henryków – Skalice – Skalickie Skałki – Skrzyżowanie nad Zuzanką – Bożnowice – Ostrężna – Miłocice – Gromnik – Jegłowa – Żeleźnik – Wawrzyszów – Grodków – Żarów – Starowice Dolne – Strzegów – Rogów – Samborowice – Szklary – Wilemowice leśniczówka – Biskupi Las – Dębowiec – Ziębice[4]